# خوددار
خوددار (به هندی: Khud-Daar) فیلمی محصول سال ۱۹۸۲ و به کارگردانی راوی تاندون است. در این فیلم بازیگرانی همچون سانجیو کومار، آمیتاب باچان، وینود مهرا، پروین بابی، تانوجا، پریم چوپرا، محمود علی ایفای نقش کرده‌اند.